# Abtei Triors

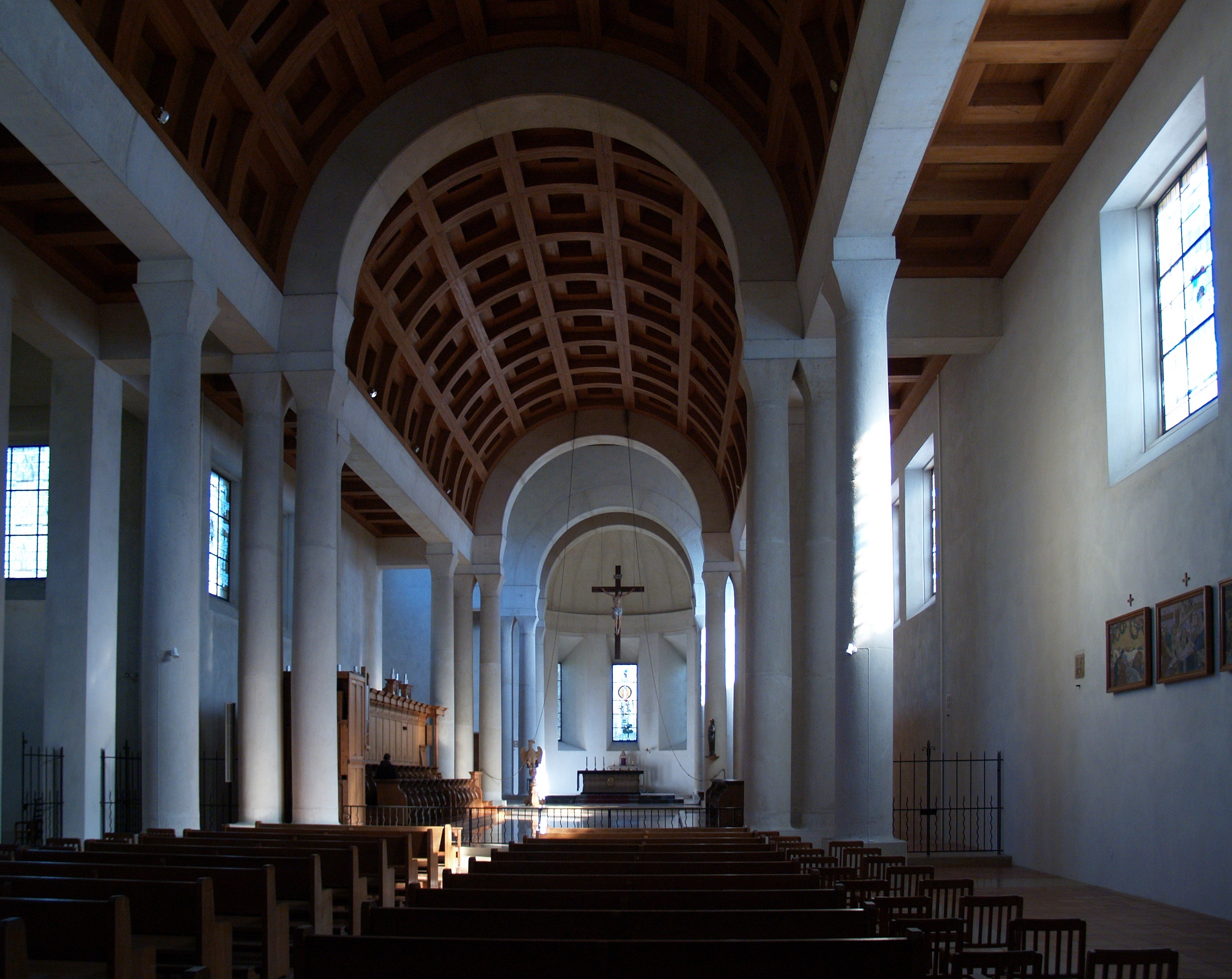
Abtei Triors, Blick in die Kirche

Die Abtei Triors ist seit 1984 ein französisches Kloster der Benediktiner in Triors, Département Drôme, Bistum Valence.

## Geschichte

Wappenschild der Abtei Triors

Charles de Lionne (1616–1701) errichtete nordwestlich Romans-sur-Isère das Schloss Triors (erbaut 1667), das später in die Hände der Familie Du Bouchage überging. Nach dem Tod der letzten Besitzerin 1976 stiftete die Adoptivtochter Josepha du Bouchage († 2000) das Schloss für die Einrichtung eines altritualistischen Klosters. Die Benediktiner-Abtei Fontgombault übernahm das Anwesen und gründete 1984 das Tochterkloster Notre-Dame de l’Immaculée-Conception, das 1994 zur Abtei erhoben wurde. Die neu erbaute Abteikirche wurde 1996 eingeweiht.
Das Kloster gehört zur Benediktinerkongregation von Solesmes und wird dem katholischen Traditionalismus zugeordnet. Die Mönche sind berühmt für ihren Gregorianischen Choral. Schon seit 1988 wurde die Heilige Messe als Indultmesse im vorkonziliaren Ritus gefeiert, woran die Mönche bis heute festhalten. Auch das Offizium wird wie in Fontgombault in der vor der Liturgiereform des Zweiten Vatikanischen Konzils üblichen Form gebetet.
Äbte:
- 1994–2021: Hervé Courau (* 1943)
- 2021-: Louis Blanc (* 1986)